# R. S. kontra Magyarország ügy
Az R. S. kontra Magyarország ügy az Emberi Jogok Európai Bíróságának (EJEB) 2019-ben hozott ítélete, amelyben a Bíróság megállapította, hogy a magyar hatóságok megsértették az emberi jogok európai egyezménye 3. cikkét (kínzás, embertelen és megalázó bánásmód tilalma), amikor a rendőrség kényszerrel, a kérelmező akarata ellenére húgyhólyag-katéterezést alkalmazott bizonyítékszerzés céljából.
Az eset középpontjában egy 2010 márciusában történt rendőri intézkedés állt, amely során R. S.-t katéterrel vett vizeletmintaadásra kényszerítették, miközben négy rendőr lefogta. A beavatkozás célja az alkoholos vagy kábítószeres befolyásoltság megállapítása volt. A Bíróság úgy ítélte meg, hogy a katéteres eljárás megalázó bánásmódnak minősült, különösen azért, mert a vizeletminta erőszakos levétele nem volt szükségszerű, vérminta elégséges lett volna a cél eléréséhez.

## Az ügy előzményei
2010. március 6-án R. S. verekedésbe keveredett egy püspökladányi szórakozóhely parkolójában. Éjjel három óra körül R. S. a barátnőjével a lakásuk előtt parkoló gépjárműbe ült, amelyet beindítottak, de azzal nem indultak el. A rendőrök igazoltatták a férfit, mert feltehetően ő is érintett volt a verekedésben. A hivatalos jelentések szerint R. S.-nél felmerült az alkoholos és kábítószeres befolyásoltság gyanúja, ezért légalkohol-vizsgálatot alkalmaztak volna, ám a férfi ezt megtagadta, ezért megbilincselték és előállították a helyi rendőrkapitányságra. A rendőri jelentés szerint a kérelmező agresszíven viselkedett, ezért lábbilincset is alkalmaztak vele szemben. Ezt követően orvosi ügyeletre vitték vér- és vizeletminta vétele céljából.
R. S. az orvost arról tájékoztatta, hogy nem tud vizeletet adni. A rendőrségi jegyzőkönyv szerint a férfi zavartan és erőszakosan viselkedett, együttműködésre képtelen volt, ezért katéter alkalmazása vált szükségessé. A mintavételhez testi kényszert alkalmaztak: négy rendőr lefogta, miközben az orvos a katéterezést elvégezte és így vizeletmintát nyert. A katéterezést követően az orvos levágta a kérelmező felsőruházatát, vérmintát vett és jegyzőkönyvet készített a sérüléseiről.

## Hazai eljárások
R. S. 2010 márciusában panaszt tett a rendőrök ellen bántalmazás és kényszerített mintavétel miatt, mivel állítása szerint megverték, jogellenesen alkalmaztak lábbilincset és erőszakkal vettek tőle vér- és vizeletmintát. Az ügyészség a panaszt elutasította azzal az indokkal, hogy a tanúk vallomása alapján R. S. önkéntesen beleegyezett a mintavételbe, illetve a bántalmazásra nem állt rendelkezésre elegendő bizonyíték. A döntés ellen a felettes főügyészséghez fordult, de az helybenhagyta a döntést.
A panaszos a Független Rendészeti Panasztestülethez is fordult, amely megállapította, hogy a lábbilincs alkalmazása és a kényszerített katéteres vizsgálat sértette a kérelmező testi épséghez, egészséghez, emberi méltósághoz és tisztességes eljáráshoz való jogát. A Panasztestület megállapításait az országos rendőrfőkapitány (ORFK) kivizsgálta, de az abban foglaltakat elutasította arra hivatkozva, hogy a beavatkozás szükséges volt, és azt a kérelmező korábban jóváhagyta.
Az ORFK döntése ellen R. S. keresetet nyújtott be, amelyet a Fővárosi Közigazgatási és Munkaügyi Bíróság elutasított. A bíróság hangsúlyozta, hogy az ügyben a Panasztestület által beszerzett orvosszakértői vélemény szerint a katéterezés megítélésében nincs egységes orvosi álláspont: az invazív beavatkozásokhoz írásos beleegyezés szükséges, de a kórházi gyakorlat eltérő, és az eljárás bármikor megszakítható. A szakértő azt is kiemelte, hogy a vizeletvizsgálat nem megbízható módszer a kábítószer-használat kimutatására, szemben a vérvizsgálattal. A bíróság ennek ellenére megállapította, hogy az eljárás megfelelt a rendőrségi törvénynek, amely lehetővé teszi a rendőr számára, hogy a gépjárművezetőt légzés-, vér- és vizeletminta adására kötelezze. Ugyanakkor azt is jelezte, hogy az a kérdés, szükséges volt-e a katéterezéshez a kérelmező beleegyezése, és jogszerű volt-e annak akarata ellenére történő végrehajtása, nem képezte az eljárás tárgyát. A módszer kiválasztása az orvos, nem pedig a rendőr hatásköre – érvelt a bíróság. A tanúvallomások alapján a lábbilincs használatát nem tartotta bizonyítottnak.
R. S. felülvizsgálati kérelmet nyújtott be a Kúriához, amelyben kifogásolta, hogy az ORFK nem folytatott le kellő bizonyítást, nem hallgatta meg őt személyesen, nem rendelt el orvosszakértői vizsgálatot a lábbilincselés bizonyítására, és téves következtetést vont le a beleegyezés kérdésében. Arra is hivatkozott, hogy az orvosi beavatkozás sem a rendőrségi törvény alapján nem volt kötelező, sem orvosilag nem volt indokolt vagy arányos. A Kúria 2014. március 25-én helybenhagyta az elsőfokú ítéletet, annak indokolásával együtt.

## Az EJEB eljárása

### A kérelmező érvelése
R. S. 2014 szeptemberében fordult az Emberi Jogok Európai Bíróságához azt állítva, hogy a magyar hatóságok megsértették az emberi jogok európai egyezményének 3. és 8. cikkét. A 3. cikk tilalmazza a kínzást, valamint az embertelen vagy megalázó bánásmódot, míg a 8. cikk a magánélet tiszteletben tartásához való jogot biztosítja.
R. S. szerint a rendőrségi fellépés – beleértve a fizikai kényszert és a húgyhólyagkatéteres mintavételt – kínzás volt. Állítása szerint egyáltalán nem adta beleegyezését a katéterezéshez, de még ha hozzájárulását adta is volna, azt visszavonhatta az egészségügyi törvény szerint, ahogyan ezt a hazai bíróságok is megállapították. Szakvéleményekre hivatkozva előadta, hogy a katéterezés rendkívül kockázatos volt, illetve a kábítószer-fogyasztás megállapítására a vérmintavétel lehetett volna megbízható bizonyíték.
A kérelmező felrótta a hatóságoknak azt is, hogy a beavatkozás során megkötözték a lábát, és az ennek alátámasztására szolgáló bizonyítékokat nem vették figyelembe az eljárások során. 
A beavatkozást következtében a kérelmező megsérült, hetekig vért volt a vizeletében.

### A Kormány érvelése
A Kormány szerint a kérelmező önként beleegyezett a katéterezéshez, együttműködő volt – csak a beavatkozás megkezdése után tanúsított ellenállást. Álláspontjuk szerint az esetleges enyhe sérülések a kérelmező saját erőszakos viselkedéséből fakadtak, nem a beavatkozásból, így az arányosság nem sérült az intézkedés tekintetében.
A Kormány azt is hangsúlyozta, hogy a katéterezés a magyar jog szerint megengedett eszköz, amely a közbiztonság és mások érdekeinek védelme érdekében elrendelhető volt. Szerintük az esetleges megaláztatás annak lehetett köszönhető, hogy nem volt együttműködő, amit a tanúvallomások is alátámasztották.

### A bíróság indokolása és döntése
Az EJEB megállapította, hogy a kényszerkatéterezés végrehajtásának módja súlyos mértékű beavatkozást jelentett a kérelmező testi és lelki integritásába. Ez az intézkedés alkalmas volt a bizonytalanság, szorongás és stressz olyan fokú érzéseit kelteni a panaszosban, hogy az megalázó, lealacsonyító hatású. Összességében a Bíróság ezt embertelen és megalázó bánásmódnak, így az Egyezmény 3. cikkének megsértésének minősítette.
A Bíróság kiemelte, hogy a húgyhólyag-katéterezés továbbá azért volt aggályos, mert nem volt bizonyítható, hogy a kérelmező valós és tájékozott beleegyezését adta az eljáráshoz, amely beleegyezést az egészségügyi törvény előírja. Ezzel kapcsolatban hangsúlyozta, hogy az eljárás során nem létezett egységes hazai szabályozás a bizonyítékszerzés körében végrehajtott katéterezésről, az ebbe való beleegyezésről, illetve az önkényes vagy helytelen mintavételre vonatkozóan. A kérelmező önkéntes, valódi és tájékozott beleegyezését erősen megkérdőjelezték azok a körülmények, hogy egyrészt alkoholos befolyásoltság alatt állt, másrészt a rendőri felügyelet alatti kiszolgáltatott helyzetben volt, ahol a hatóságoknak való teljes alárendeltség és a fizikai kontroll eleve korlátozhatta a szabad döntéshozatalt.
A Bíróság kiemelte, hogy a beavatkozást fizikai erőszakkal hajtották végre, miközben a kérelmező tiltakozott és ellenállt, illetve az orvos nem szakította meg az eljárást, annak ellenére, hogy a kérelmező nem működött együtt.
A Bíróság szerint nem volt bizonyítható, hogy orvosszakmai szempontból elengedhetetlen lett volna a vizeletminta katéteres levétele. Ellenkezőleg: megállapították, hogy a vérmintából is ki lehetett volna mutatni az alkoholos befolyásoltságot, a kábítószerre való teszteléshez pedig nem is volt megbízható módszer a vizeletvizsgálat. A beavatkozás így aránytalan volt a célhoz képest, és más, kevésbé invazív módszer is elérhető lett volna.
A Bíróság a jogsértés miatti sérelmekért 9000 euró nem vagyoni kártérítést és 4080 euró költségtérítést ítélt meg a kérelmező számára.

## Az ügy jelentősége
A döntés jelentősnek számít az emberi méltóság, testi integritás és a rendőri beavatkozások jogszerűségének vizsgálatában. A Bíróság egyértelműen kimondta, hogy a kényszerkatéterezés – különösen a kérelmező együttműködésének hiányában, bilincsben, többszöri fizikai kényszerítéssel – olyan megalázó bánásmódnak minősül, amely sérti az Egyezmény 3. cikkét. Korábban ehhez hasonló döntés nem született.
A döntés visszhangja a jogvédő szervezetek körében is erőteljes volt: a Társaság a Szabadságjogokért (TASZ) és más szervezetek a döntést példaértékűnek tekintették, amely rámutat a hatósági gyakorlatokban rejlő visszásságokra, és előmozdíthatja az arányos és jogszerű rendőri fellépést biztosító jogfejlődést.
A döntést a szakirodalomban több esetben is hivatkozták, például mikor a beleegyezés kétértelmű, vagy az emberi méltóság és az embertelen bánásmód kapcsolatával összefüggésben.
Az R. S. kontra Magyarország ügy szorosan kapcsolódik az ún. Gubacsi-ügycsoporthoz, amely az Emberi Jogok Európai Bírósága által Magyarországgal szemben hozott, rendőri bántalmazásokkal kapcsolatos ítéleteket foglalja össze. Az Európa Tanács kiemelt figyelemmel kíséri ezen ügyek végrehajtását: 2019-ben javaslatot tett egy szakmai konferencia megszervezésére Magyarországon, amely a strasbourgi döntések érvényesítését és a rendőri bántalmazások megelőzését hivatott elősegíteni.